# Kőrösi Sándor (ügyvéd)
Kőrösi Sándor (Kecskemét, 1824. december 19. – Budapest, 1895. május 20.) ügyvéd, országgyűlési képviselő.

## Élete
Szülővárosában és Pápán végezte tanulmányait és 1848-ban ügyvédi vizsgát tett Pesten. Részt vett a szabadságharcban mint hadbíró és vésztörvényszéki katonai elnök. A világosi fegyverletétel után a pesti Újépületben az osztrák császári haditörvényszék felségsértéséért kötél általi halálra, kegyelem útján hat évi várfogságra ítélte, melyből öt évet Csehországban a josefstadti várban töltött. Haza jutván Komáromban orgonista-kántor volt. 1861-ben Komárom város megválasztotta főjegyzőjévé, de a Schmerling-féle abszolutizmus kezdetével e hivatalától önként megvált és mint ügyvéd működött 1864-ig, amikor a dunántúli református egyházkerület a pápai református főiskola jogtanárává megválasztotta (október 19-én tartotta székfoglaló beszédét); mely állását 1875. júliustól a debrecenivel cserélte fel. 1881-től Debrecen város III. választókerületét képviselte az országgyűlésen szabadelvű programmal. Az igazságügyi bizottság elnöke volt. 1887-ben tanári állásáról lemondott.

## Írásai
Cikkei a Magyar Sajtóban (1857. 49. sz. Katona József ünnepe Kecskeméten febr. 27.) a Hölgyfutárban (1857. 157. sz. Komárom, júl. 7.), a Szépirodalmi Közlönyben (1858. II. 3. sz. Komárom, okt. 5.), Vasárnapi Ujságban (1858. 16. szám, Alakítsunk dalárdákat), a Budapesti Hirlapban (1859. 238-240. sz. Guizot emlékirataiból, francziából, mutatvány, az 1860. Anyai áldozat, elb.), a Sárospataki Füzetekben (VIII. 1864. Székfoglaló beszéde Pápán okt. 19.), a Családi Körben (1860. A thea), a Honban (1867. 206. sz. Pápa, aug. 3.), a Jogtudományi Közlönyben (1874. A papok büntetőjogi állásáról, a jogászgyűlés harmadik szakosztálya határozatairól, 1875. A büntető-törvénykönyvi javaslat, A bűnvádi eljárás alapelvei, 1880. A horvát-szlavon büntető-törvényjavaslat, Kihágási törvényünk 53. §-a), a Nemzetben (1882. 42. sz. A brüsseli nemzetközi békecongressus, 58. sz. Petőfi Budavár ostroma idején, 1888. 243., 246., 247., sz. Visszaemlékezés Világosra.)

## Munkái
- Emléklapok a gróf Teleki-család történetéből. Több kútfő után. Komárom, 1860.
- Büntető jogtan. Több kül- és belföldi források után jogtanuló ifjuságunk, biráink és ügyvédeink használatára. Pápa, 1872. Két kötet. (I. Bevezetés Az anyagi büntetőjog általános része és a különös rész első szakasza, II. Az anyagi büntetőjog különös részének vége.)
- A magyar büntetőjog tankönyve. Az 1878. V. törvényczikkben foglalt magyar büntető-törvénykönyv alapján. (A Büntetőjogtan 2. teljesen átdolg. kiadása) I. kötet 12 füzet. Az anyagi büntetőjog általános része. Bpest, 1881.
- Birálatok a magyar büntető törvénykönyv tervezetéről. Bpest, 1876. (Dárday Sándor és Schnierrer Aladárral.)
- Az amerikai párbajról. A magyar jogászgyűlés állandó bizottsága felhívása folytán véleményül. Debrecen, 1878.
- A vallásfelekezetek és lelkészekre vonatkozó magyar főleg büntető törvények magyarázata. Debrecen, 1881. (Ism. Prot. Egyh. és Isk. Lap.).
- Az uzsoráról és káros hitelügyletekről szóló 1883; XXV. t-cz. magyarázata. Budapest, 1883.

Országgyűlési beszédei az 1881-92. naplókban vannak.